# Inline-Speedskating-Europameisterschaften 2015
Die Europameisterschaften fanden vom 19. bis 26. Juli in den österreichischen Städten Wörgl und Innsbruck statt. Die Bahnwettbewerbe wurden in Wörgl und die Straßenwettbewerbe in Innsbruck ausgetragen.
Die erfolgreichsten Teilnehmer waren Francesca Lollobrigida mit sieben Goldmedaillen bei den Frauen und Bart Swings mit drei Goldmedaillen bei den Herren.

## Frauen
| Distanz              | Gold                                                                              | Silber                                                                  | Bronze                                                                     |
| Bahn                 | Bahn                                                                              | Bahn                                                                    | Bahn                                                                       |
| -------------------- | --------------------------------------------------------------------------------- | ----------------------------------------------------------------------- | -------------------------------------------------------------------------- |
| 300 m Einzelsprint   | Vanessa Bittner                                                                   | Erika Zanetti                                                           | Sandrine Tas                                                               |
| 500 m Sprint         | Vanessa Bittner                                                                   | Laethisia Schimek                                                       | Erika Zanetti                                                              |
| 1000 m Sprint        | Vanessa Bittner                                                                   | Sandrine Tas                                                            | Francesca Lollobrigida                                                     |
| 10000 m Punkte-Auss. | Francesca Lollobrigida                                                            | Sandrine Tas                                                            | Manon Kamminga                                                             |
| 15000 m Ausscheidung | Francesca Lollobrigida                                                            | Manon Kamminga                                                          | Sandrine Tas                                                               |
| 3000 m Staffel       | Italien Francesca Lollobrigida Erika Zanetti Giulia Bongiorno Giulia Lollobrigida | Deutschland Mareike Thum Sabine Berg Laethisia Schimek Alisa Gutermuth  | Niederlande Manon Kamminga Bianca Roosenboom Elma de Vries Kelly Schouten  |
| Straße               |                                                                                   |                                                                         |                                                                            |
| 200 m Einzelsprint   | Vanessa Bittner                                                                   | Giulia Bongiorno                                                        | Erika Zanetti                                                              |
| 500 m Sprint         | Vanessa Bittner                                                                   | Erika Zanetti                                                           | Giulia Bongiorno                                                           |
| 10000 m Punkte       | Francesca Lollobrigida                                                            | Manon Kamminga                                                          | Sandrine Tas                                                               |
| 20000 m Ausscheidung | Francesca Lollobrigida                                                            | Manon Kamminga                                                          | Sandrine Tas                                                               |
| 5000 m Staffel       | Italien Francesca Lollobrigida Erika Zanetti Andrea Trafeli Giulia Lollobrigida   | Deutschland Mareike Thum Sabine Berg Laethisia Schimek Katharina Rumpus | Niederlande Manon Kamminga Bianca Roosenboom Kelly Schouten Irene Schouten |
| Langstrecke          |                                                                                   |                                                                         |                                                                            |
| 42195 m Marathon     | Francesca Lollobrigida                                                            | Manon Kamminga                                                          | Sandrine Tas                                                               |

## Männer
| Distanz              | Gold                                                                       | Silber                                                                     | Bronze                                                          |
| Bahn                 | Bahn                                                                       | Bahn                                                                       | Bahn                                                            |
| -------------------- | -------------------------------------------------------------------------- | -------------------------------------------------------------------------- | --------------------------------------------------------------- |
| 300 m Einzelsprint   | Simon Albrecht                                                             | Darren de Souza                                                            | Ronald Mulder                                                   |
| 500 m Sprint         | Elton de Souza                                                             | Andrea Angeletti                                                           | Darren de Souza                                                 |
| 1000 m Sprint        | Bart Swings                                                                | Alexis Contin                                                              | Gwendal Le Pivert                                               |
| 10000 m Punkte-Auss. | Bart Swings                                                                | Alexis Contin                                                              | Livio Wenger                                                    |
| 15000 m Ausscheidung | Alexis Contin                                                              | Bart Swings                                                                | Elton de Souza                                                  |
| 3000 m Staffel       | Frankreich Alexis Contin Elton De Souza Darren De Souza Gwendal Le Pivert  | Italien Fabio Francolini Lorenzo Cassioli Andrea Angeletti Riccardo Bugari | Belgien Maarten Swings Mathas Vosté Tim Sibiet Bart Swings      |
| Straße               |                                                                            |                                                                            |                                                                 |
| 200 m Einzelsprint   | Simon Albrecht                                                             | Ronald Mulder                                                              | Edwin de Souza                                                  |
| 500 m Sprint         | Gwendal Le Pivert                                                          | Andrea Angeletti                                                           | Argoni Danny                                                    |
| 10000 m Punkte       | Fabio Francolini                                                           | Bart Swings                                                                | Patxi Peula                                                     |
| 20000 m Ausscheidung | Fabio Francolini                                                           | Bart Swings                                                                | Elton de Souza                                                  |
| 5000 m Staffel       | Italien Fabio Francolini Matteo Angeletti Andrea Angeletti Riccardo Bugari | Frankreich Nolan Beddiaf Elton De Souza Darren De Souza Gwendal Le Pivert  | Niederlande Michel Mulder Rémon Kwant Luc ter Haar Mark Horsten |
| Langstrecke          |                                                                            |                                                                            |                                                                 |
| 42195 m Marathon     | Bart Swings                                                                | Ewen Fernandez                                                             | Nolan Beddiaf                                                   |

## Medaillenspiegel
| Platz | Land        | Gold | Silber | Bronze | Gesamt |
| ----- | ----------- | ---- | ------ | ------ | ------ |
| 1.    | Italien     | 10   | 6      | 5      | 21     |
| 2.    | Österreich  | 5    | 0      | 0      | 5      |
| 3.    | Frankreich  | 4    | 5      | 6      | 15     |
| 4.    | Belgien     | 3    | 5      | 6      | 14     |
| 5.    | Deutschland | 2    | 3      | 0      | 5      |
| 6.    | Niederlande | 0    | 5      | 5      | 10     |
| 7.    | Schweiz     | 0    | 0      | 1      | 1      |
| 7.    | Spanien     | 0    | 0      | 1      | 1      |